# Femoracoelotes latus
Femoracoelotes latus is een spinnensoort in de taxonomische indeling van de nachtkaardespinnen (Amaurobiidae).
Het dier behoort tot het geslacht Femoracoelotes. De wetenschappelijke naam van de soort werd voor het eerst geldig gepubliceerd in 2001 door Jia-Fu Wang, Tso & Wu.